# Loir en Vallée
Loir en Vallée község Franciaország Loire mente régiójában, Sarthe megyében. Új községként 2017. január 1-jén jött létre Ruillé-sur-Loir, La Chapelle-Gaugain, Lavenay és Poncé-sur-le-Loir község egyesítésével. Az egyesüléskor az új község lélekszáma 2377 fő lett. Lakosainak száma 2052 fő (2022. január 1.).

## Népesség
| Lakosok száma | 2223 | 2197 | 2186 | 2173 | 2171 | 2163 | 2120 | 2086 | 2052 |
|               | 2013 | 2014 | 2015 | 2017 | 2018 | 2019 | 2020 | 2021 | 2022 |